# Autosan Eurolider 15LE
Autosan Eurolider 15LE – niskowejściowy autobus międzymiastowy produkowany seryjnie w 2010 roku, przez zakłady Autosan w Sanoku. Należy do modułowej rodziny A12 Eurolider.

## Historia modelu
W październiku 2010 roku podczas targów Transexpo 2010 zaprezentowano kolejny model należący do modułowej serii A12 Eurolider. Nowy pojazd o oznaczeniu Autosan Eurolider 15LE (oznaczenie wewnętrzne fabryki – A12.15DLE), opracowany został ze względu na zapotrzebowanie odbiorców zagranicznych, głównie ze Szwecji, na niskowejściowe autobusy międzymiastowe i lokalne dużej pojemności.
Do napędu pojazdu zastosowano spełniający normę czystości spalin EEV, 6-cylindrowy, rzędowy, silnik wysokoprężny DAF PR 265 o pojemności skokowej 9,2 dm3, mocy maksymalnej 265 kW (360 KM) przy 2200 obr./min. i maksymalnym momencie obrotowym 1450 Nm przy 1700 obr./min. Jednostka napędowa, do zasilania której możliwe jest wykorzystanie biopaliwa zblokowana została z 6-biegową automatyczną skrzynią biegów Allison T350R lub automatyczną przekładnią ZF Ecolife. W układzie jezdnym zastosowano niezależne zawieszenie przednie, środkowy most napędowy oraz skrętną sztywną oś tylną, ułatwiającą manewrowanie autobusem. Wszystkie osie dostarczone zostały przez niemiecką firmę ZF i oparte są na miechach pneumatycznych. Zawieszenie pojazdu sterowane jest przez elektroniczny system ECAS, pozwalający na regulowanie wysokości prześwitu podwozia oraz wykonanie przyklęku prawej strony nadwozia. Układ jezdny uzupełniany jest przez dwuobwodowy układ hamulcowy firmy Wabco, hamulce tarczowe na wszystkich osiach, system EBS (zawierający systemy ABS/ASR) i ESP.
Osadzane na kratownicowej ramie podwozia, samonośne nadwozie modelu Eurolider 15LE wykonane zostało z zamkniętych profili o przekroju kwadratowym i prostokątnym. Górna część nadwozia zbudowana została ze stali o podwyższonej wytrzymałości, natomiast część dolna ze stali nierdzewnej. Na zamówienie odbiorcy konstrukcja nadwozia wykonana może być w całości ze stali nierdzewnej. Poszycie zewnętrzne ze stali nierdzewnej i tworzyw sztucznych (ściany przednia i tylna, nadkola boczne, dach i zderzaki) oraz wszystkie szyby montowane są poprzez metodę klejenia. Klapy boczne oraz tylna wykonane zostały z aluminium. W prawej ścianie bocznej autobusu na zwisie przednim oraz przed osią środkową umieszczone zostały jednoskrzydłowe, sterowane automatycznie z miejsca kierowcy drzwi o szerokości 900 mm oraz 1096 mm, prowadzące do wnętrza pojazdu. Za drugimi drzwiami wygospodarowano miejsce na bagażnik wewnętrzny o pojemności 2 m³. Wnętrze przeznaczone zostało do przewozu 98-120 pasażerów, z czego 45-65 na miejscach siedzących, naprzeciw drugich drzwi umieszczone jest miejsce dla wózka inwalidzkiego lub na dodatkowe rozkładane siedzenia. Przestrzeń pasażerska wykończona została bocznymi oraz sufitowymi panelami, pokrytymi na zamówienie tkaniną. Ogrzewanie zapewnione zostało przez nagrzewnice oraz montowane na ścianach bocznych grzejniki konwektorowe. Nad miejscami siedzącymi umieszczone zostały półki bagażowe. Na stanowisku prowadzącego zamontowano nieregulowaną deskę rozdzielczą zaprojektowaną przez firmę Autosan (regulowana kierownica w dwóch płaszczyznach), lecz w opcji przewidziana jest regulowana deska rozdzielcza Siemens VDO. Instalacja elektryczna pojazdu bazuje na magistrali CAN.
Wyposażenie dodatkowe może obejmować klimatyzator przestrzeni pasażerskiej z oknami termoizolacyjnymi oraz indywidualnymi nawiewami i oświetleniem dla każdego siedzenia, klimatyzator kierowcy, czujniki cofania, system przeciwpożarowy, układ centralnego smarowania, zestaw audio-video (odtwarzacz DVD i 2 monitory LCD), zewnętrzne i wewnętrzne elektroniczne tablice informacyjne, zewnętrzne oświetlenie drzwi, uchylane i przesuwane na boki turystyczne fotele pasażerskie, wyposażenie foteli w stolik oraz siatkę na przedmioty podręczne, fotel pilota, kołpaki kół.
Aktualnie Autosan Eurolider 15LE nie znajduje się w ofercie producenta, a jego produkcja wyniosła 3 egzemplarze, wykonane w 2010 roku.

## Galeria

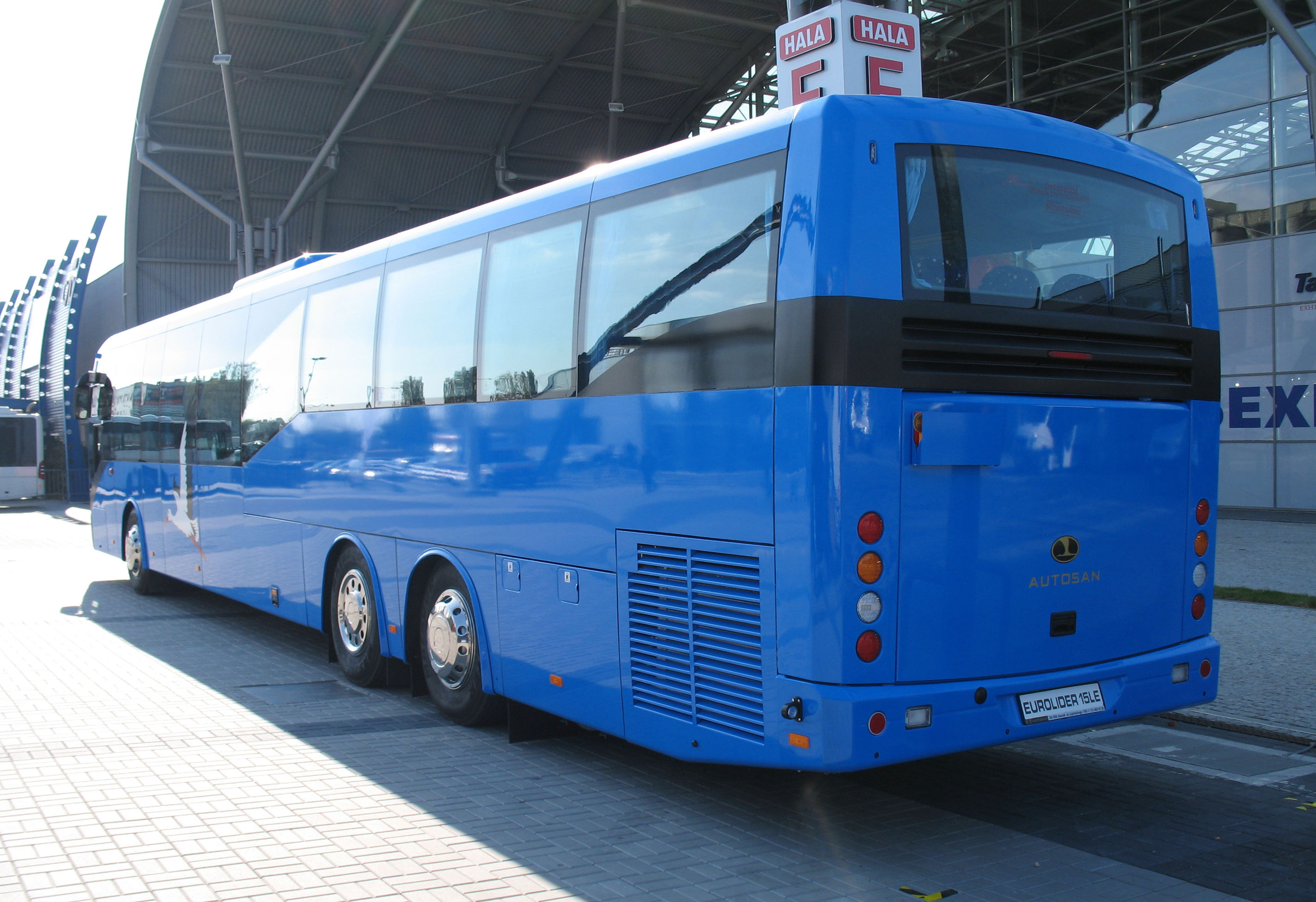
Autosan Eurolider 15LE, tył pojazdu
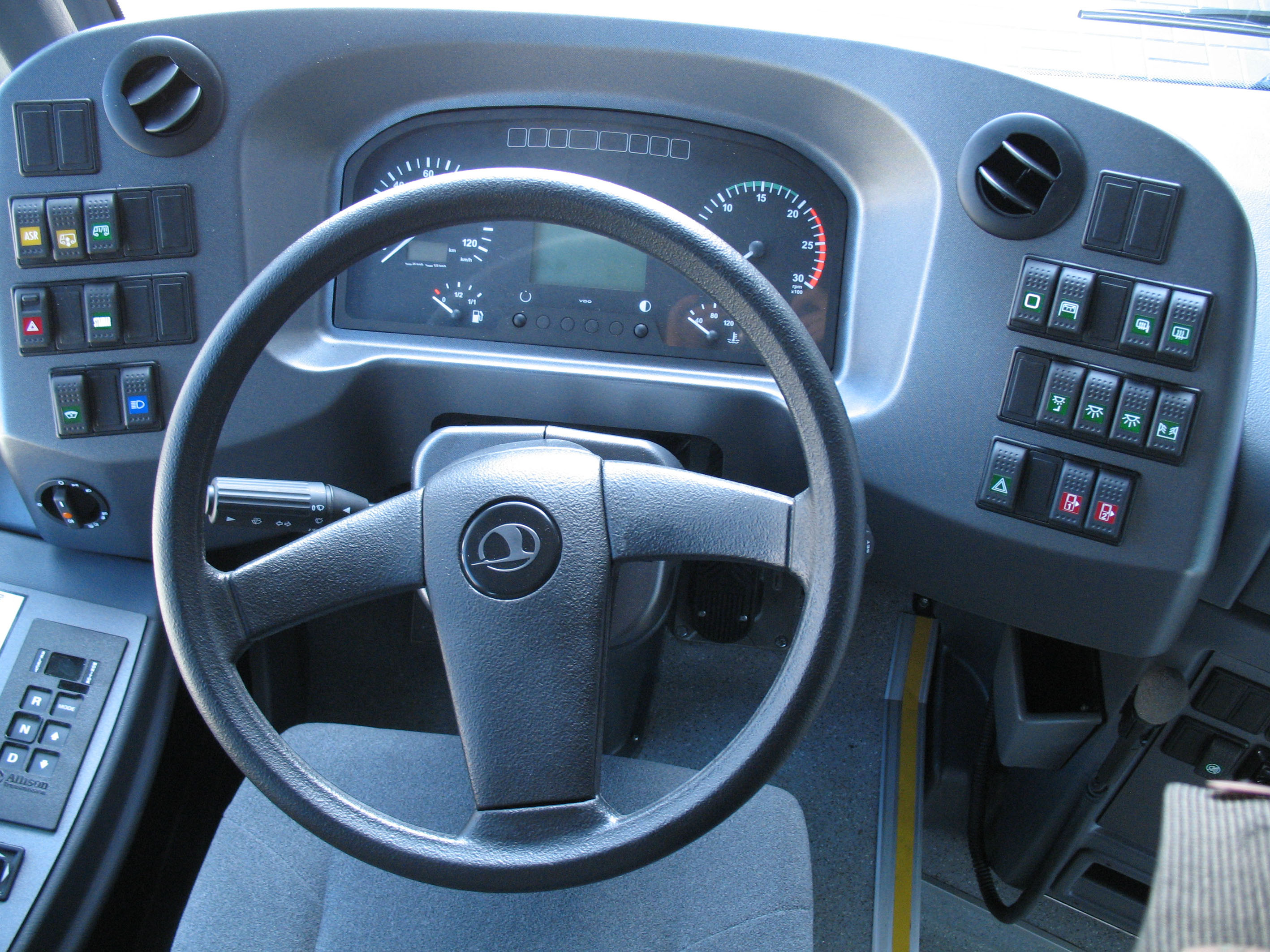
Deska rozdzielcza produkcji firmy Autosan
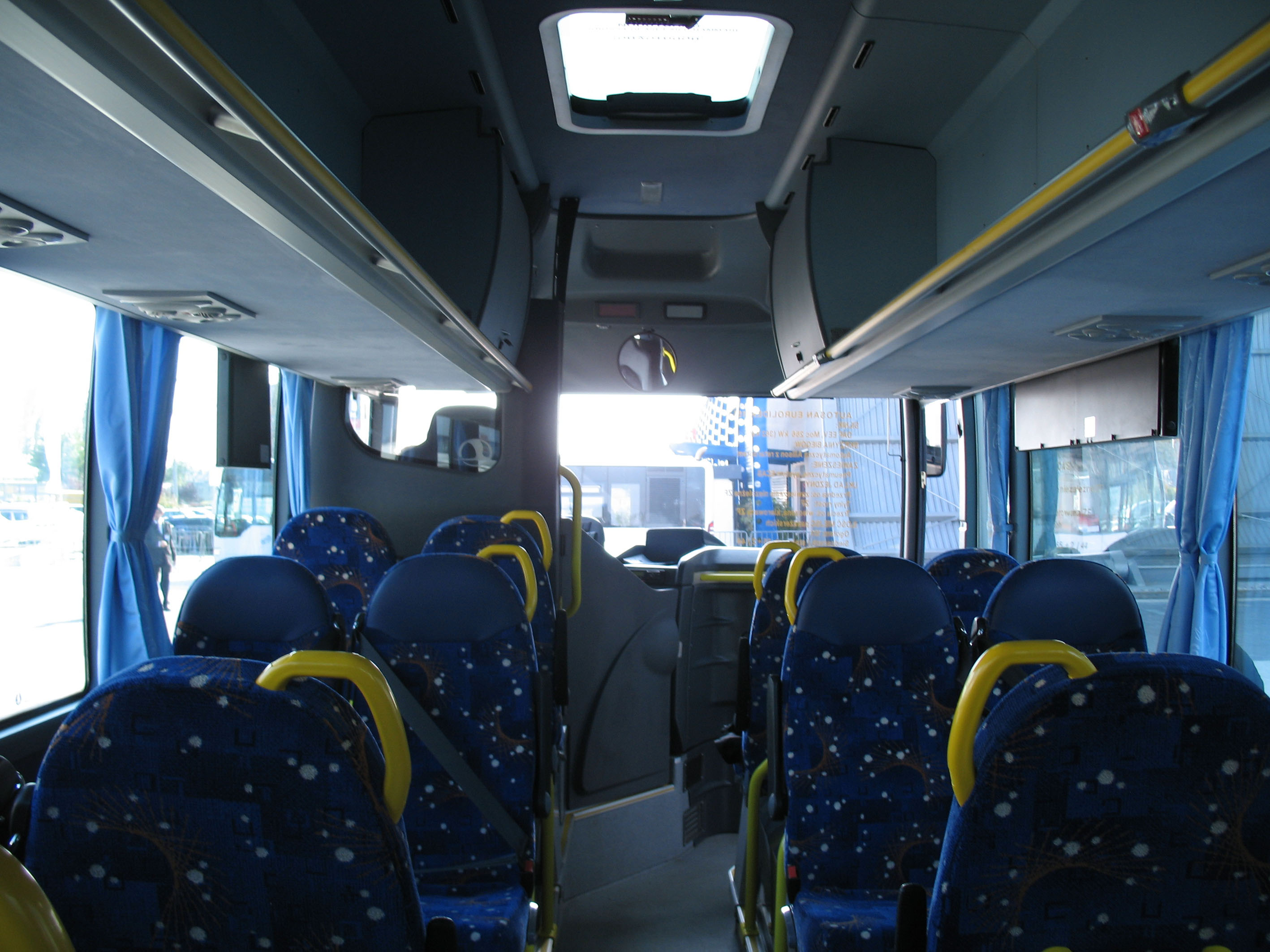
Przednia część wnętrza pojazdu
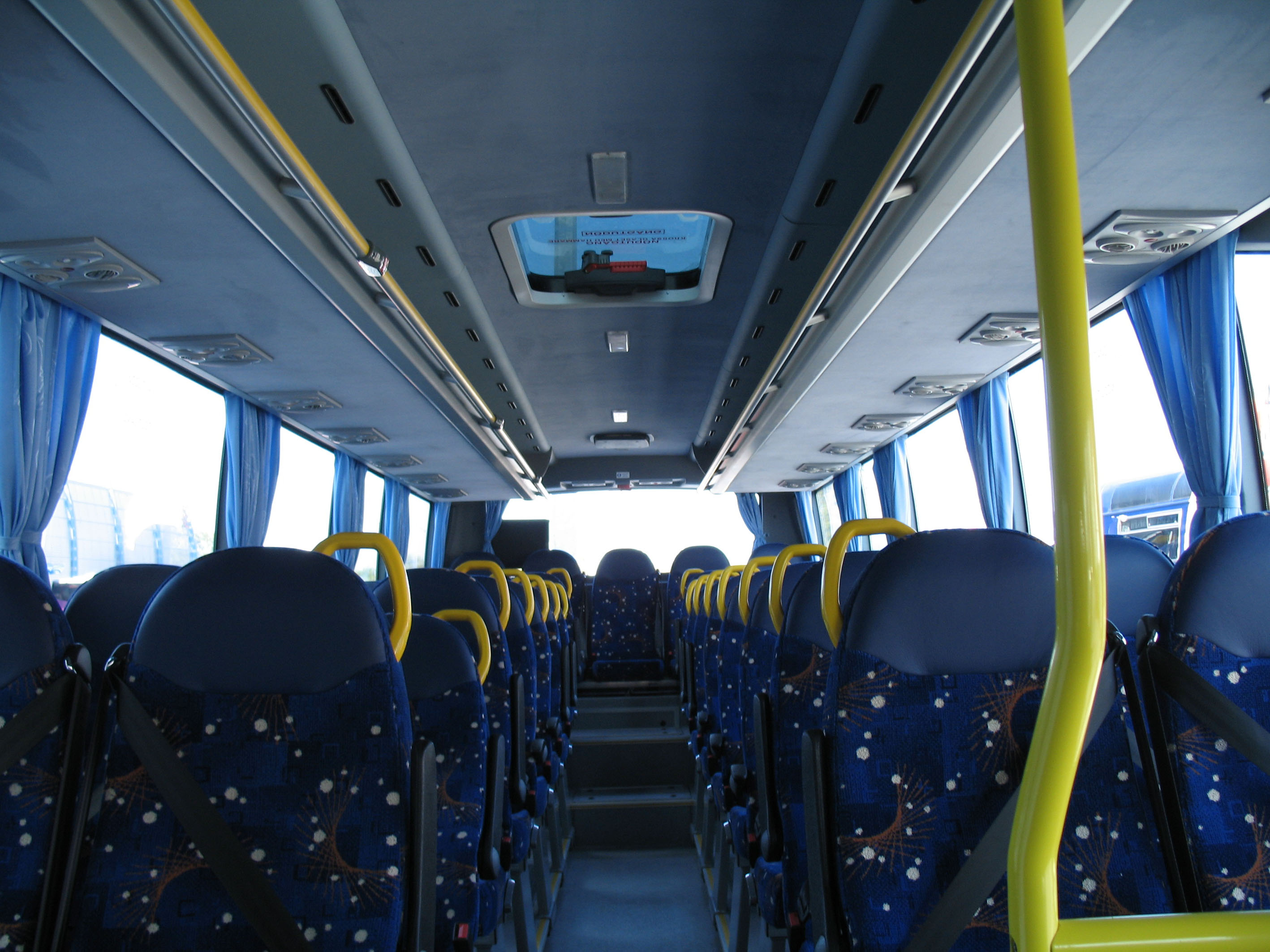
Tylna część wnętrza pojazdu